# Eugenia capuli
El capulín o Eugenia capuli  es una especie de planta fanerógama en la familia Myrtaceae.

## Descripción
Son arbustos o árboles que alcanzan un tamaño de hasta 12 m × 25 cm; tallos jóvenes, hojas e inflorescencias densamente hispídulos con pelos simples, erectos, diminutos, 0.1-0.2 mm. Ramitas comprimidas en los nudos; corteza gris. Hojas ovadas a angostamente elípticas o lanceoladas, las láminas 3.5-7.5 × 5-30 cm, 2-12 veces más largas que anchas, cartáceas, cuando secas el haz verde oscuro y el envés verde pálido o pardo claro; vena media aplanada o débilmente convexa en el haz, débilmente fconvexa en el envés; nervaduras laterales 4-7 por lado, las inferiores, cuando menos, afiladamente ascendentes; nervaduras marginales rectas o moderadamente arqueadas, a c. 1 mm de los márgenes; superficies glabrescentes, la vena media glabrescente o con algunos pelos esparcidos; glándulas visibles en ambas superficies de las hojas jóvenes, generalmente inconspicuas en el haz de las hojas viejas; base cuneada; márgenes decurrentes en los ángulos internos del pecíolo; ápice acuminado; pecíolos débilmente sulcados o aplanados adaxialmente.
Inflorescencias axilares, racemosas, solitarias o 2-3 superpuestas, el eje, pedicelos, bractéolas, hipanto y cáliz uniformemente hispídulos con pelos 0.1-0.2 mm, rectos o recurvados; eje 1-3 × 0.3-0.5 mm; flores (1-)6-10; brácteas c. 0.3 mm, persistentes, el ápice agudo; botones 1.5-2 mm. Flores pediceladas, los pedicelos 2-7 mm; bractéolas connatas en la base, formando un involucro cimbiforme de   1 mm a lo largo, los márgenes ciliados, el ápice agudo a acuminado; hipanto 0.5-0.7 mm, campanulado; lobos del cáliz más largos que anchos y en pares desiguales, el par más pequeño 0.3-0.6 × 0.5-0.7 mm, el par más grande 0.5-0.9 × 0.7-1 mm; pétalos 2-2.5 × 1-1.5 mm, elípticos, los márgenes ciliados, el ápice redondeado; disco 0.7-1 mm de diámetro, glabro; estambres 25-35, 3-4 mm; estilo 3-5 mm, glabro. Frutos 4-5 × 4-5 mm, globosos; pericarpo de paredes delgadas, glabro; cáliz persistente pero reducido; color rojo o negro en la madurez.

## Distribución y hábitat
Es originario de México y Guatemala. Habita en climas cálido y semicálido desde el nivel del mar hasta los 1700 m de altura, aunque en los bosques de niebla de la Sierra Madre de Chiapas se le encuentra hasta los 2000 m de altitud (Solórzano, S, 1995), asociado a vegetación poco alterada o perturbada derivada de manglar, bosques tropicales caducifolios, subcaducifolios, subperennifolios y perennifolios, bosque mesófilo de montaña, bosques de encino y de pino.

## Propiedades
Esta planta tiene como uso principal el tratamiento de la diarrea en algunos estados del centro del país, (Hidalgo y Puebla); para tal fin se aconseja tomar una infusión hecha con las ramas de esta especie, guásima y guayaba.
Por otro lado, para combatir los granos se empapa un algodón con el látex del árbol y se aplica constantemente, hasta que se sequen. Contra la tos ferina se asa toda la planta; para sanar los males del corazón se ingiere una cocción; y en caso de hemorragias se aplican fomentos con esta cocción. Para aliviar la disentería roja, se bebe el agua reposada en el recipiente donde se hirvieron las ramitas de esta especie. Además, se le emplea para evitar las hemorragias vaginales y abortos.

## Taxonomía
Eugenia capuli fue descrita por (Schltdl. & Cham.) Hook. & Arn. y publicado en The Botany of Captain Beechey's Voyage 291. 1841[1838].
Etimología
Eugenia: nombre genérico otorgado en honor del  Príncipe Eugenio de Saboya.
capuli: epíteto del náhuatl capulli: es el nombre vernáculo de la planta en el continente americano.
Sinonimia
- Eugenia contrerasii Lundell
- Eugenia lindeniana O.Berg
- Eugenia schiedeana Schltdl.
- Myrtus capuli Schltdl. & Cham.[4]

## Nombres comunes
- En México: Árbol de arrayán, capulín, capulín agarroso, capulincillo, capulín de zorrillo, escobillo, palo de temazate.[2]